# Hindenburg-Kaserne (Würzburg)
Die Hindenburg-Kaserne war eine ehemalige Kasernenanlage im Stadtteil Zellerau der Stadt Würzburg. Sie wurde 1934/1935 für die Wehrmacht erbaut und von ihr bis 1945 genutzt.
Die Hindenburg Barracks waren von 1945 bis 1993 eine Kaserne der US-Heeresgarnison Würzburg.

## Lage

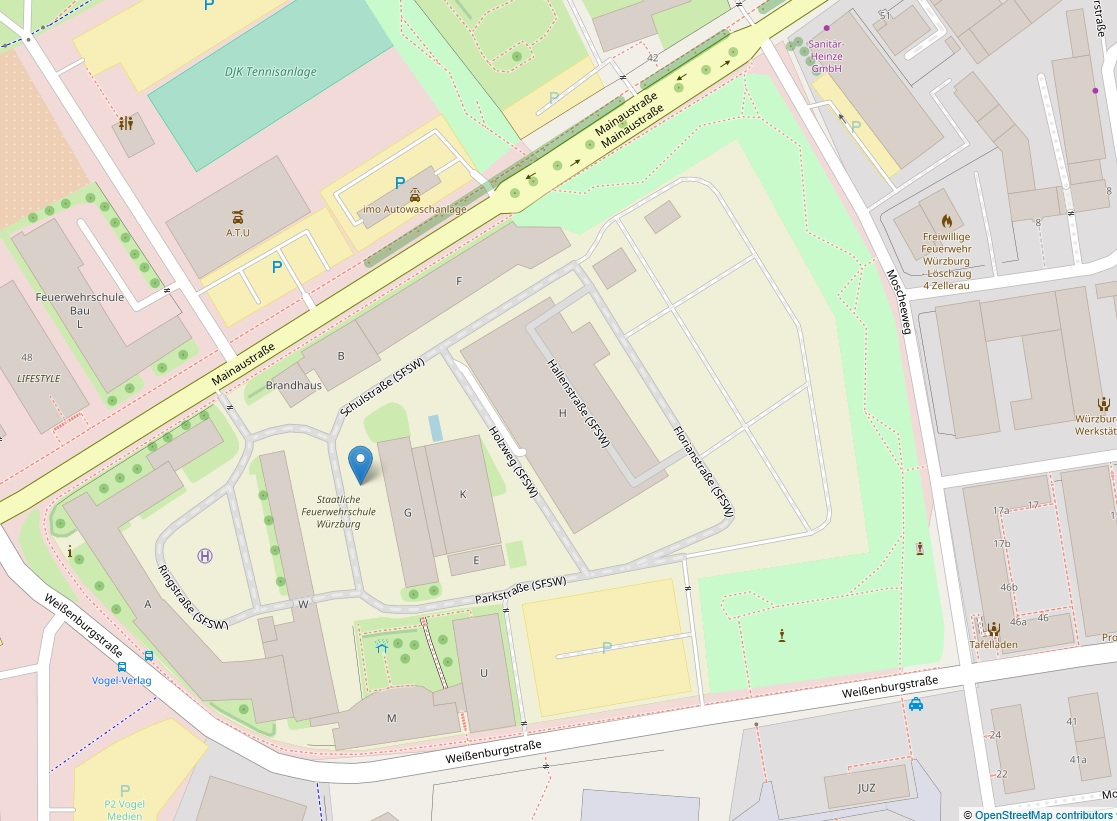
Karte Standort der ehemaligen Hindenburg-Kaserne

Das Areal der ehemaligen Hindenburg-Kaserne im Stadtbezirk Zellerau lag zwischen Weißenburgstraße, Mainaustraße und Moscheeweg.

## Namensgeber
Die Kaserne war nach dem ehemaligen Generalfeldmarschall und Reichspräsidenten Paul von Hindenburg benannt.

## Geschichte
Im Rahmen eines großen Kasernen-Bauprogramms für die deutsche Wehrmacht wurde 1934 mit dem Bau der militärischen Liegenschaft begonnen. Die Kaserne wurde 1935 eingeweiht. Am 12. Oktober 1937 rückte die II. Abteilung des Artillerie-Regiments 93 in die Kaserne ein. Diese Einheit war im Polenfeldzug unter dem XVI. Armeekorps und im Frankreichfeldzug unter dem IV. Armeekorps im Einsatz.
Nach dem Zweiten Weltkrieg wurde das gesamte Areal von der US Army übernommen und war Standort von zwei Einheiten der 3. US-Infanterie-Division, die 3rd Military Police Company und die Fernmeldeeinheit 123rd Signal Battalion. Aufgrund seiner militärischen Aufgabe verfügten die beiden Einheiten über zahlreiche Fahrzeuge und technisches Gerät, das in Garagen und Unterstellhallen gelagert werden musste. 1990 begann der Abzug der US-Einheiten aus der Hindenburg-Kaserne, die 1993 endgültig aufgelöst wurde.

## Konversion
Das 22.500 m² große Gelände war lange Jahre eine Brachfläche, da mehrere Entwürfe zur zivilen Nutzung verworfen wurden. 2011 wurden die Garagenkomplexe in der Mainaustraße, das Casino mit Kantine und Veranstaltungsräumen sowie die Häuser mit den Mannschaftsunterkünften abgerissen.
Große Bereiche des Bodens und des Grundwassers waren durch undichte Tanks einer Militärtankstelle verunreinigt worden. Deshalb musste zunächst eine grundlegende Sanierung des Geländes vorgenommen werden. Auftraggeber war das Staatliche Bauamt Würzburg sowie die Stadtbau Würzburg GmbH. Die Sanierungsarbeiten hatten Mitte April 2012 begonnen und wurden zum Jahresende abgeschlossen.
Anfang März 2012 hat der Freistaat Bayern für die staatliche Feuerwehrschule Würzburg das Areal gekauft und hat hier im Zuge der Erweiterung der Feuerwehrschule mehrere Übungshallen und ein Feuerwehrübungsgelände errichten lassen. Spatenstich für dieses 29,5 Mio. € umfassende Bauprojekt war im Sommer 2013, die Fertigstellung erfolgte 2016.
Außerdem wurde ein großer Bereich zu einer Sitz- und Aufenthaltsfläche umgewandelt. In der Vergangenheit war auch mal kurzfristig der Bau einer Wohnanlage angedacht. Entsprechende Pläne wurden aber wieder verworfen.